# William Cubitt
Sir William Cubitt (bautizado el 9 de octubre de 1785 - 13 de octubre de 1861) fue un eminente ingeniero civil británico. Inventó un tipo de vela para las aspas de los molinos de viento y la rueda disciplinaria. Trabajó en canales, muelles y vías férreas, incluidos el Ferrocarril del Sureste y el Great Northern Railway. Fue el ingeniero jefe del Crystal Palace erigido en Hyde Park en 1851.
También fue elegido miembro de la Royal Society y presidió la Institución de Ingenieros Civiles entre 1850 y 1851.

## Semblanza

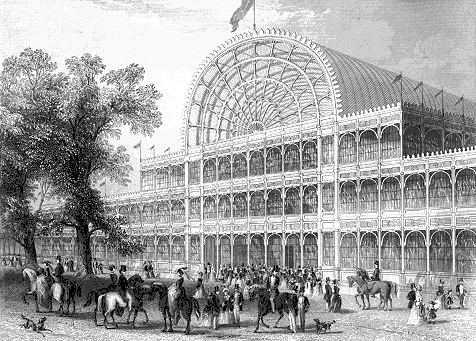
Fachada principal del Crystal Palace

Cubitt nació en Dilham, (Norfolk), hijo del molinero Joseph Cubitt de Bacton Wood, y de Hannah Lubbock. Tenía dos hermanos, Benjamin (nacido en 1795) y Joseph. Aprendió sus primeras letras en la escuela del pueblo. La familia se mudó a Southrepps, y William a una edad temprana trabajó en el molino de su padre, aunque en 1800 pasó a ser aprendiz de James Lyon, un ebanista de Stalham con el que permaneció cuatro años. En 1804 volvió a trabajar con su padre en Bacton Wood Mills, donde construyó una máquina para tratar pieles. Más adelante pasó a trabajar para un fabricante de máquinas agrícolas llamado Cook, en Swanton, donde se construyeron trilladoras y otros aperos.
Uno de los sobrinos de Cubitt y su protegido en los ferrocarriles del Sudeste y del Gran Norte, James Moore C. E., fue nombrado ingeniero jefe de la Compañía del Ferrocarril de Hobson's Bay y diseñó el primer ferrocarril de vapor comercial en Melbourne. Moore reemplazó a otro de los asistentes de Cubitt, William Snell Chauncy.
Se casó con Abigail Sparkhall (1785-1813) el 26 de junio de 1809. La pareja tuvo un hijo, Joseph, y dos hijas. Joseph Cubitt (1811–1872) se convirtió en ingeniero civil. El 24 de enero de 1821 se casó en segundas nupcias con Elizabeth Jane Tiley (1791-1863), y tuvieron un hijo, William, nacido en 1830.
Cubitt se unió a la Institución de Ingenieros Civiles como miembro en 1823, pasando a formar parte del consejo en 1831, ser vicepresidente en 1836 y ocupar el cargo de presidente en 1850 y 1851. Mientras era presidente en 1851, asumió la máxima responsabilidad en la construcción del edificio de la Gran Exposición en Hyde Park. Al concluir sus servicios fue nombrado caballero por la reina Victoria en el Castillo de Windsor el 23 de diciembre de 1851. Se convirtió en Miembro de la Royal Society el 1 de abril de 1830, y también fue miembro de Real Academia de Irlanda y miembro de otras sociedades científicas.
Cubitt se retiró del negocio en 1858 y murió en su residencia de Clapham Common, Surrey, el 13 de octubre de 1861, siendo enterrado en el Cementerio de Norwood el 18 de octubre.

### Ingeniero e inventor
Cubitt se hizo conocido por la precisión y el acabado de sus moldes para las piezas fundidas de hierro de las máquinas. Las aspas de los molinos autorreguladas fueron inventados y patentados por él en 1807, período en el que se instaló en Horning (Norfolk), dedicado al negocio de la construcción de molinos. En 1812 llegó a un acuerdo con los talleres de los Sres. Ransome de Ipswich, donde pronto se convirtió en ingeniero jefe. Durante nueve años ocupó este cargo, para luego convertirse en socio de la firma, cargo que ocupó hasta que se mudó a Londres en 1826.
Con el propósito de dar una utilidad al trabajo de los reclusos, inventó una gran rueda vertical que se accionaba al caminar sobre ella, diseñada con el propósito de moler cereales. En un principio, no estaba contemplando el uso de la máquina como medio de castigo a los presidiarios, aunque acabaría siendo usada como rueda disciplinaria. Esta invención se presentó alrededor de 1818 y se adoptó de inmediato en las principales prisiones del Reino Unido.
Desde 1814, Cubitt había estado actuando como ingeniero civil y, después de su traslado a Londres, se dedicó de lleno a importantes obras. Estuvo extensamente empleado en la ingeniería de canales, y el canal de Oxford y el canal de Liverpool Junction se encuentran entre sus realizaciones. Acometió la mejora del río Severn y realizó una serie de informes sobre otros ríos de Gran Bretaña. En 1841 diseñó un nuevo muelle en el Regent's Canal en Camden (Londres), con el fin de permitir el transbordo de mercancías entre el canal, la carretera y el ferrocarril. Los muelles de Bute en Cardiff, los muelles de Middlesbrough, las instalaciones de descarga de carbón en Tees y el drenaje de Black Sluice fueron empresas que logró concluir con éxito.

### Ferroviario
Después de la introducción de los ferrocarriles, se contó con Cubitt como experto para dar soporte a los promotores en los concursos parlamentarios. Como ingeniero en jefe construyó el Ferrocarril del Sureste, proyecto en el dedició emplear una colosal carga de 18 000 libras (8,2 t) de pólvora para derribar el frente del acantilado de Round Down entre Folkestone y Dover (el 26 de enero de 1843) para poder construir la línea de ferrocarril en la playa, con un túnel debajo del acantilado de Shakespeare. En el Ferrocarril de Croydon intervino para aprobar el sistema atmosférico.
En el Great Northern, del cual Cubitt era el ingeniero consultor, introdujo numerosas innovaciones. El gobierno de Hannover solicitó su asesoría sobre el tema del puerto y los muelles en Harburg. Bajo su dirección se realizaron las obras para el abastecimiento de agua a Berlín, y fue el proyectista topográfico del trazado del Ferrocarril de París y Lyon.
Tras la finalización del ferrocarril a Folkestone y el establecimiento de una línea de barcos de vapor a Boulogne-sur-Mer, supervisó la mejora del puerto de la localidad francesa, y poco después pasó a ser ingeniero consultor del Ferrocarril de Boulogne y Amiens. Entre sus últimos trabajos se encuentran los dos grandes embarcaderos de Liverpool y el puente de peaje para llevar la carretera de Londres a través del río Medway en Rochester (Kent).

### Otros proyectos
Las realizaciones de Cubitt que se conservan incluyen los siguientes elementos:
- Numerosos molinos de viento en Anglia Oriental y Lincolnshire
- Puentes de hierro: Brent Eleigh y Clare, y el puente de Stoke en Ipswich (Suffolk); Witham (Essex)
- Oficinas Portuarias en Lowestoft
- Desmonte de Haddiscoe
- Canal de Oxford en Rugby y el túnel de Newbold
- Canal Shropshire Union en el terraplén de Shelmore
- Esclusa de Diglis en el río Severn (Worcester)
- Viaducto de Foord (1844), Folkestone
- Túneles de Folkestone Warren y Martello, Abbot's Cliff, Shakespeare y Martello
- Viaducto de Welwyn
- Puente Nene, Peterborough
- Museo de la Infancia, Bethnal Green
- Penton Lodge en Penton Mewsey